# Liste des députés de la XIIe législature du Parlement grec

Cet article présent la liste des 300 députés élus au Parlement grec à la suite des élections législatives grecques de 2007.

Parti communiste de Grèce (KKE) : 22
SYRIZA :14
Mouvement socialiste panhellénique (PASOK) (102)
Nouvelle Démocratie (ND) : 152)
Alerte populaire orthodoxe (LAOS) : 10

## Liste des députés
| Nom                                       | Circonscription            | Parti  |
| ----------------------------------------- | -------------------------- | ------ |
| Panagiotis Adraktas (en)                  | Élide                      | ND     |
| Konstantinos Agorastos                    | Larissa                    | ND     |
| Christos Aïdonis (el)                     | Dráma                      | PASOK  |
| Konstantinos Aïvaliotis                   | Athènes B                  | LAOS   |
| Alékos Alavános                           | Héraklion                  | SYRIZA |
| Nassos Alevras                            | Athènes A                  | PASOK  |
| Geórgios Alogoskoúfis                     | Athènes A                  | ND     |
| Kostas Alyssandrakis                      | Ioannina                   | KKE    |
| Yannis Amiridis (el)                      | Piérie                     | PASOK  |
| Evangelia (Lítsa) Ammanatidou-Paschalidou | Thessalonique B            | SYRIZA |
| Giorgos Anagnostopoulos                   | Kardítsa                   | ND     |
| Dimitrios (Mimis) Androulakis (en)        | Athènes B                  | PASOK  |
| Tonia Antoniou                            | Phthiotide                 | PASOK  |
| Milena Apostolaki (en)                    | Athènes B                  | PASOK  |
| Grigoris Apostolakos                      | Laconie                    | ND     |
| Vaïtsis Apostolatos                       | Le Pirée A                 | LAOS   |
| Chrysa Arapoglou                          | Thessalonique A            | PASOK  |
| Dímitra Arápoglou                         | Le Pirée B                 | LAOS   |
| Evangelos Argyris                         | Ioannina                   | PASOK  |
| Alexandros Athanasiadis (el)              | Kozani                     | PASOK  |
| Elefthérios (Lefteris) Avgenakis          | Héraklion                  | ND     |
| Dimítris Avramópoulos                     | Athènes A                  | ND     |
| Konstantinos Badouvas                     | Héraklion                  | ND     |
| Dóra Bakoyánni                            | Athènes A                  | ND     |
| Yannis Banias (en)                        | Élu sur la liste nationale | SYRIZA |
| Evangelos Bassiakos                       | Béotie                     | ND     |
| Panagiotis Beglitis                       | Corinthie                  | PASOK  |
| Michalis Bekiris (el)                     | Achaïe                     | ND     |
| Ánna Benáki-Psaroúda                      | Athènes A                  | ND     |
| Antonis Bezas (en)                        | Thesprotie                 | ND     |
| Markos Bolaris (el)                       | Serrès                     | PASOK  |
| Yannis Bougas                             | Phocide                    | ND     |
| Athanásios Boúras                         | Attique                    | ND     |
| Paraskevi Bouzali                         | Kastoria                   | ND     |
| Christos Chaïdos                          | Trikala                    | PASOK  |
| Michalis Chalkidis                        | Imathie                    | ND     |
| Spyros Chalvatzis (el)                    | Athènes B                  | KKE    |
| Máximos Charakópoulos                     | Larissa                    | ND     |
| Charalambos Charalambous (Babis)          | Corfou                     | KKE    |
| Achmét Chatzí Osmán                       | Rhodope                    | PASOK  |
| Panagiotis Chinofotis (en)                | Élu sur la liste nationale | ND     |
| Telemachos Chitiris (el)                  | Athènes B                  | PASOK  |
| Dimitrios Christofilogiannis              | Kavala                     | ND     |
| Paraskeví (Évi) Christofilopoúlou         | Attique                    | PASOK  |
| Michális Chryssohoïdis                    | Athènes B                  | PASOK  |
| Stavros Daïlakis                          | Dráma                      | ND     |
| María Damanáki                            | Athènes B                  | PASOK  |
| Nikolaos (Níkos) Déndias                  | Corfou                     | ND     |
| Alexandros Dermentzopoulos                | Évros                      | ND     |
| Yannis Diamantidis (el)                   | Le Pirée B                 | PASOK  |
| Ánna Diamantopoúlou                       | Athènes A                  | PASOK  |
| Yannis Dimaras (el)                       | Athènes B                  | PASOK  |
| Argyris Dinopoulos (el)                   | Athènes B                  | ND     |
| Giorgos Dolios (el)                       | Évros                      | PASOK  |
| Petros Doukas (el)                        | Attique                    | ND     |
| Ioánnis Dragasákis                        | Athènes B                  | SYRIZA |
| Thalia Dragona                            | Élu sur la liste nationale | PASOK  |
| Theódoros Drítsas                         | Le Pirée A                 | SYRIZA |
| Yannis Drivelegas                         | Chalcidique                | PASOK  |
| Petros Efthimiou (en)                     | Athènes B                  | PASOK  |
| Miltiádis Évert                           | Élu sur la liste nationale | ND     |
| Vassilios Exarchos                        | Larissa                    | PASOK  |
| Anna Filini                               | Athènes A                  | SYRIZA |
| Giorgos Floridis                          | Kilkís                     | PASOK  |
| Athinaios Florinis                        | Chalcidique                | ND     |
| Christos Folias (pl)                      | Grévéna                    | ND     |
| Ilias Fotiadis                            | Imathie                    | ND     |
| Parthena Foundoukidou                     | Pella                      | ND     |
| Nikos Gatzis                              | Magnésie                   | KKE    |
| Spyrídon-Ádonis Georgiádis                | Athènes B                  | LAOS   |
| Vassilios Geranidis                       | Thessalonique B            | PASOK  |
| Kyriákos Gerontópoulos                    | Évros                      | ND     |
| Sofia Giannaka                            | Étolie-Acarnanie           | PASOK  |
| Michael Giannakis (el)                    | Béotie                     | ND     |
| Giannis Giannelis-Théodosiadis (el)       | Lesbos                     | ND     |
| Athanasios Giannopoulos (el)              | Phthiotide                 | ND     |
| Kostas Gitonas (el)                       | Athènes B                  | PASOK  |
| Léonidas Grigorakos                       | Laconie                    | PASOK  |
| Angéla Guérékou                           | Corfou                     | PASOK  |
| Konstantinos Guioulekas                   | Thessalonique A            | ND     |
| Kostis Hadjidakis                         | Athènes B                  | ND     |
| Sotiris Hadjigakis (en)                   | Trikala                    | ND     |
| Vassílios Ikonómou                        | Attique                    | PASOK  |
| Yánnis Ioannídis                          | Thessalonique A            | ND     |
| Lila Kafandari                            | Athènes A                  | KKE    |
| Éva Kaïlí                                 | Thessalonique A            | PASOK  |
| Apostolos Kaklamanis (en)                 | Athènes B                  | PASOK  |
| Stávros Kalafátis                         | Thessalonique A            | ND     |
| Sofia Kalandzakou                         | Messénie                   | ND     |
| Georgios Kalandzis (bg)                   | Kavala                     | ND     |
| Sophia Kalantidou                         | Thessalonique A            | KKE    |
| Ellias Kallioras                          | Phthiotide                 | ND     |
| Stavros Kalogiannis                       | Ioannina                   | ND     |
| Pános Kamménos                            | Athènes B                  | ND     |
| Achilleas Kandartzis                      | Trikala                    | KKE    |
| Liána Kanélli                             | Athènes A                  | KKE    |
| Krino Kanellopoulou                       | Élide                      | ND     |
| Nikolaos Kanderes                         | Attique                    | ND     |
| Achilleas Karamanlis (el)                 | Serrès                     | ND     |
| Kóstas Karamanlís                         | Thessalonique A            | ND     |
| Anastasios Karamarios                     | Dodécanèse                 | ND     |
| Yannis Karambelas                         | Béotie                     | ND     |
| Ilias Karanikas                           | Eurytanie                  | PASOK  |
| Theódoros Karáoglou                       | Thessalonique B            | ND     |
| Geórgios Karasmánis                       | Pella                      | ND     |
| Nikólaos Karathanasópoulos                | Achaïe                     | KKE    |
| Georgios Karatzaferis (en)                | Thessalonique A            | LAOS   |
| Michalis Karchimakis (en)                 | Lassithi                   | PASOK  |
| Anastasios Karipidis                      | Serrès                     | ND     |
| Antonios Karpouzas                        | Piérie                     | ND     |
| Kostas Kartalis                           | Magnésie                   | PASOK  |
| Georgios Kassapidis                       | Kozani                     | ND     |
| Theodoros Kassimis                        | Athènes B                  | ND     |
| Haris Kastanidis                          | Thessalonique A            | PASOK  |
| Michalis Katrinis                         | Élide                      | PASOK  |
| Louka Katseli                             | Élu sur la liste nationale | PASOK  |
| Apostolos Katsifaras                      | Achaïe                     | PASOK  |
| Kostas Kazakos                            | Élu sur la liste nationale | KKE    |
| Simos Kédikoglou                          | Eubée                      | ND     |
| Ólga Kefaloyánni                          | Réthymnon                  | ND     |
| Manólis Kefaloyiánnis                     | Héraklion                  | ND     |
| Vassilis Kéguéroglou                      | Héraklion                  | PASOK  |
| Stavros Keletsis                          | Évros                      | ND     |
| Konstantinos Kiltidis (el)                | Kilkís                     | ND     |
| María Kóllia-Tsarouchá                    | Serrès                     | ND     |
| Kostas Kollias                            | Corinthie                  | ND     |
| Georgios Kondogiannis                     | Élide                      | ND     |
| Alexandros Kondos                         | Xánthi                     | ND     |
| Efstathios Konstantinidis (bg) (Stathis)  | Flórina                    | ND     |
| Georgios Konstantopoulos (el)             | Piérie                     | ND     |
| Athina Korka-Konsta                       | Corinthie                  | ND     |
| Periklis Korovessis (en)                  | Athènes A                  | SYRIZA |
| Yannis Kosmidis                           | Chios                      | ND     |
| Konstantinos Koukodimos                   | Piérie                     | ND     |
| Dimos Koumbouris                          | Attique                    | KKE    |
| Tássos Kourákis                           | Thessalonique A            | SYRIZA |
| Dimitris Kousselas                        | Messénie                   | PASOK  |
| Efstathios Koutmeridis                    | Serrès                     | PASOK  |
| Yannis Koutsoukos                         | Élide                      | PASOK  |
| Fotis Kouvelis                            | Athènes B                  | SYRIZA |
| Spyros Kouvelis (en)                      | Élu sur la liste nationale | PASOK  |
| Panayótis Lafazánis                       | Le Pirée B                 | SYRIZA |
| Ilias Lambiris                            | Réthymnon                  | PASOK  |
| Yannis Lambropoulos (el)                  | Messénie                   | ND     |
| Nikos Leggas                              | Trikala                    | ND     |
| Theofilos Leondaridis (bg)                | Serrès                     | ND     |
| Thanassis Levendis (el)                   | Attique                    | SYRIZA |
| Giorgos Lianis (el)                       | Flórina                    | PASOK  |
| Michalis Liapis (en)                      | Athènes B                  | ND     |
| Anastastios Liaskos                       | Eubée                      | ND     |
| Dimitris Lindzeris                        | Le Pirée B                 | PASOK  |
| Spyridon Livanos                          | Étolie-Acarnanie           | ND     |
| Andreas Loverdos                          | Athènes B                  | PASOK  |
| Andreas Lykouretzos (el)                  | Arcadie                    | ND     |
| Yannis Magriotis (el)                     | Thessalonique A            | PASOK  |
| Vassilios Magginas (en)                   | Étolie-Acarnanie           | ND     |
| Tsetin Mantatzi                           | Xánthi                     | PASOK  |
| Yannis Maniatis (el)                      | Argolide                   | PASOK  |
| Yannis Manolis                            | Argolide                   | ND     |
| Aria Manousou-Binipoulou                  | Cyclades                   | ND     |
| Georgios Marinos                          | Eubée                      | KKE    |
| Christos Markogiannakis (el)              | La Canée                   | ND     |
| Konstantinos Markopoulos (el)             | Eubée                      | ND     |
| Giorgos Mavrikos (en)                     | Athènes B                  | KKE    |
| Vangelis Meïmarakis                       | Athènes B                  | ND     |
| Eva Mela                                  | Athènes B                  | KKE    |
| Panagiotis Melas                          | Le Pirée A                 | ND     |
| Athanasia Merenditi                       | Trikala                    | PASOK  |
| Vassilios Michaloliakos (el)              | Le Pirée A                 | ND     |
| Kyriákos Mitsotákis                       | Athènes B                  | ND     |
| Nikos Moraïtis                            | Étolie-Acarnanie           | KKE    |
| Thanos Moraïtis (el)                      | Étolie-Acarnanie           | PASOK  |
| Athanasios Nakos                          | Magnésie                   | ND     |
| Ektor Nassiokas (en)                      | Larissa                    | PASOK  |
| Anastasios Nerantzis (en)                 | Le Pirée B                 | ND     |
| Stelios Nikiforakis                       | La Canée                   | ND     |
| Giorgos Nikitiadis (el)                   | Dodécanèse                 | PASOK  |
| Vera Nikolaidou                           | Le Pirée B                 | KKE    |
| Grigoris Niotis                           | Le Pirée B                 | PASOK  |
| Georgios Orfanos                          | Thessalonique A            | ND     |
| Fani Palli-Petralia                       | Athènes B                  | ND     |
| Nikolaos Panagiotopoulos                  | Kavala                     | ND     |
| Panos Panagiotopoulos                     | Athènes B                  | ND     |
| Elpida Pandelaki                          | Le Pirée A                 | KKE    |
| Michalis Pandoulas                        | Ioannina                   | PASOK  |
| Theodoros Pangalos                        | Attique                    | PASOK  |
| Vaggelis Papachristos (en)                | Préveza                    | PASOK  |
| Nikos Papadimatos                         | Achaïe                     | ND     |
| Elsa Papadimitriou (en)                   | Argolide                   | ND     |
| Georgios Papadimitriou                    | Élu sur la liste nationale | PASOK  |
| Alékos Papadópoulos                       | Athènes B                  | PASOK  |
| Michaïl Papadopoulos (el)                 | Kozani                     | ND     |
| Giorgos Papageorgiou (el)                 | Arta                       | ND     |
| Giorgos Papageorgiou (el)                 | Eubée                      | PASOK  |
| Michalis Papagiannakis (en)               | Athènes B                  | SYRIZA |
| Giorgos Papakonstantinou                  | Kozani                     | PASOK  |
| Katerina Papakosta                        | Athènes B                  | ND     |
| Anastasios Papaligouras                   | Corinthie                  | ND     |
| Georges Papandréou                        | Achaïe                     | PASOK  |
| Vásso Papandréou                          | Athènes B                  | PASOK  |
| Aleka Papariga                            | Athènes B                  | KKE    |
| Kostas Papasiozos                         | Arta                       | ND     |
| Yannis Papathanasiou                      | Athènes B                  | ND     |
| Christos Papoutsis                        | Athènes A                  | PASOK  |
| Alekos Parisis                            | Céphalonie                 | ND     |
| Ferbonia Patrianakou                      | Élu sur la liste nationale | ND     |
| Aristotelis Pavlidis (en)                 | Dodécanèse                 | ND     |
| Prokopis Pavlopoulos                      | Athènes A                  | ND     |
| Katerina Perlepe Sifounaki                | Eubée                      | PASOK  |
| Giorgos Petalotis (en)                    | Rhodope                    | PASOK  |
| Filippos Petsalnikos (en)                 | Kastoria                   | PASOK  |
| Fotini Pipili (en)                        | Athènes A                  | ND     |
| Ioánnis Plakiotákis                       | Lassithi                   | ND     |
| Thanos Plevris                            | Athènes A                  | LAOS   |
| Ilias Polatidis (en)                      | Serrès                     | LAOS   |
| Vyron Polydoras (en)                      | Athènes B                  | ND     |
| Yannis Protoulis (el)                     | Athènes B                  | KKE    |
| Grigoris Psarianos                        | Athènes B                  | SYRIZA |
| Natasa Ragiou-Mentzelopoulou (el)         | Achaïe                     | ND     |
| Yánnis Ragoússis                          | Élu sur la liste nationale | PASOK  |
| Élena Rápti                               | Thessalonique A            | ND     |
| Sylvana Rapti                             | Athènes A                  | PASOK  |
| Adam Regouzas                             | Thessalonique B            | ND     |
| Dimitris Reppas                           | Arcadie                    | PASOK  |
| Panagiotis Rigas (el)                     | Cyclades                   | PASOK  |
| Asterios Rodoulis                         | Larissa                    | LAOS   |
| Theodoros Roussopoulos                    | Élu sur la liste nationale | ND     |
| Konstantinos Rovlias (el)                 | Kardítsa                   | PASOK  |
| Dimitris Sabaziotis                       | Messénie                   | ND     |
| Philippos Sachinidis                      | Larissa                    | PASOK  |
| Sofia Sakorafa                            | Athènes B                  | PASOK  |
| Georgios Salagoudis                       | Thessalonique B            | ND     |
| Marios Salmas                             | Étolie-Acarnanie           | ND     |
| Antonis Samaras                           | Messénie                   | ND     |
| Panayótis Sgourídis                       | Xánthi                     | PASOK  |
| Anastasios Sidiropoulos                   | Imathie                    | PASOK  |
| Nikolaos Sifounakis                       | Lesbos                     | PASOK  |
| Costas Simitis                            | Le Pirée A                 | PASOK  |
| Dimitris Sioufas (en)                     | Kardítsa                   | ND     |
| Panayiotis Skandalakis                    | Laconie                    | ND     |
| Konstantínos Skandalídis                  | Athènes A                  | PASOK  |
| Stavros Skopelitis                        | Lesbos                     | KKE    |
| Manolis Skoulakis                         | La Canée                   | PASOK  |
| Yannis Skoulas                            | Héraklion                  | PASOK  |
| Maria Skrafnaki                           | Héraklion                  | PASOK  |
| Theodoros Soldatos                        | Leucade                    | ND     |
| Georgios Souflias                         | Élu sur la liste nationale | ND     |
| Georgios Sourlas                          | Magnésie                   | ND     |
| Konstantinos Spiliopoulos                 | Achaïe                     | PASOK  |
| Aris Spiliotopoulos (en)                  | Athènes B                  | ND     |
| Christos Staïkouras                       | Phthiotide                 | ND     |
| Dimitris Stamatis (el)                    | Étolie-Acarnanie           | ND     |
| Aris Stathakis                            | Athènes B                  | ND     |
| Nikolaos Stavrogiannis                    | Phthiotide                 | ND     |
| Apostolos Stavrou                         | Attique                    | ND     |
| Manolis Stratakis                         | Héraklion                  | PASOK  |
| Evripidis Stylianidis                     | Rhodope                    | ND     |
| Spyros Taliadouros (en)                   | Kardítsa                   | ND     |
| Konstantínos Tasoúlas                     | Ioannina                   | ND     |
| Petros Tatoulis (el)                      | Arcadie                    | ND     |
| Thalasinos Thalasinos                     | Samos                      | ND     |
| Michalis Timosidis (el)                   | Kavala                     | PASOK  |
| Vassilios Togias                          | Béotie                     | PASOK  |
| Yannis Tragakis                           | Le Pirée B                 | ND     |
| Georgios Tryfonides                       | Préveza                    | ND     |
| Lazaros Tsavdaridis (el)                  | Imathie                    | ND     |
| Konstantínos Tsiáras                      | Kardítsa                   | ND     |
| Nikolaos Tsiartsonis                      | Kozani                     | ND     |
| Dimitris Tsiogas (en)                     | Larissa                    | KKE    |
| Theocharis Tsiokas                        | Thessalonique B            | PASOK  |
| Dimitris Tsironis (en)                    | Arta                       | PASOK  |
| Savvas Tsitouridis (en)                   | Kilkís                     | ND     |
| Nikos Tsoukalis                           | Achaïe                     | SYRIZA |
| Elpida Tsouri (en)                        | Chios                      | PASOK  |
| Theodora Tzakri                           | Pella                      | PASOK  |
| Iordanis Tzamtzis (el)                    | Pella                      | ND     |
| Kostas Tzavaras                           | Élide                      | ND     |
| Margaritis Tzimas                         | Dráma                      | ND     |
| Apóstolos Tzitzikóstas                    | Thessalonique A            | ND     |
| Georgios Vagionas                         | Chalcidique                | ND     |
| Yannis Valinakis (en)                     | Dodécanèse                 | ND     |
| Dimitrios Varvarigos                      | Zante                      | PASOK  |
| Miltiádis Varvitsiótis                    | Athènes B                  | ND     |
| Kyriákos Velópoulos                       | Thessalonique B            | LAOS   |
| Evangelos Venizelos                       | Thessalonique A            | PASOK  |
| Miltos Veras                              | Achaïe                     | PASOK  |
| Christos Verelis (en)                     | Étolie-Acarnanie           | PASOK  |
| Georgios Vlachos                          | Attique                    | ND     |
| Manousos Voloudakis (el)                  | La Canée                   | ND     |
| Makis Voridis                             | Attique                    | LAOS   |
| Georgios Voulgarakis (en)                 | Athènes A                  | ND     |
| Dinos Vrettos                             | Attique                    | PASOK  |
| Yannis Vroutsis                           | Cyclades                   | ND     |
| Marilíza Xenogiannakopoúlou               | Athènes B                  | PASOK  |
| Yerasimos Yakoumatos                      | Athènes B                  | ND     |
| Lefteris Zagoritis (en)                   | Athènes B                  | ND     |
| Yannis Ziogas                             | Thessalonique A            | KKE    |
| Rodoula Zisi                              | Magnésie                   | PASOK  |
| Nikos Zoidis                              | Dodécanèse                 | PASOK  |
| Chrístos Zóis                             | Larissa                    | ND     |

## Modifications
- 31 janvier 2008 : Kostas Koukodimos (ND) se déclare indépendant[1],[2],[3],[4],[5].
- 7 mai 2008 : Diamanto Manolakou, Antonis Skyllakos et Yannis Giokas remplacent Elpida Pantelaki, Takis Tsiogas et Dimos Koumpouris (KKE)[6].
- 23 juillet 2008 : Kostas Koukodimos retourne au sein du groupe parlementaire ND[7].
- 30 septembre 2008 : Stavros Daïlakis est exclu du groupe ND[8].
- 8 octobre 2008 : Stavros Daïlakis retourne au sein du groupe ND[9].
- 11 novembre 2008 : Petros Tatoulis (ND) se déclare indépendant[10].
- 8 mai 2009 : Andreas Makripidis remplace Christos Verelis (en) (PASOK) qui démissionne à la suite d'accusations de scandale[11].
- 22 mai 2009 : Giorgos Papakonstantinou et Sylvana Rapti (PASOK) démissionnent à la suite de leur élection au Parlement européen. Ils sont remplacés par Yannis Vlantis et Thanasis Tsouras[12].
- 6 juin 2009 : Georgios Georgiou remplace Thanos Plevris (LAOS), élu au Parlement européen[13].
- 16 juin 2009 : Sophia Andriopoulou remplace Mihalis Papagiannakis (en) (SYRIZA), décédé le 26 mai[14].
- 31 août 2009 : Yannis Manolis (ND) démissionne en raison de différends avec son parti. Il est remplacé par Dimitris Kranias[15].

## Source
- (en) Cet article est partiellement ou en totalité issu de l’article de Wikipédia en anglais intitulé « List of members of the Hellenic Parliament, 2007–2009 » (voir la liste des auteurs).
- « Les 300 députés », Eleftherotypía,‎ 20 septembre 2007 (lire en ligne, consulté le 11 juin 2012)